# Liste der Kulturdenkmale in Glossen (Löbau)
In der Liste der Kulturdenkmale in Glossen sind die Kulturdenkmale des Ortsteils Glossen der Großen Kreisstadt Löbau verzeichnet, die bis Januar 2019 vom Landesamt für Denkmalpflege Sachsen erfasst wurden (ohne archäologische Kulturdenkmale). Die Anmerkungen sind zu beachten.

## Liste der Kulturdenkmale in Glossen
| Bild           | Bezeichnung | Lage                                                          | Datierung                                                                                              | Beschreibung | ID       |
| -------------- | --- | ------------------------------------------------------------- | --- | --- | -------- |
| Weitere Bilder | Sächsisch-Preußischer Grenzstein: Pilarpaar Nr. 47 | (Flurstück 242) (Karte)                                       | Nach 1828                                                                                              | Siehe auch Sachgesamtheit 09305644; vermessungsgeschichtlich und landesgeschichtlich von Bedeutung als Zeitdokument der historischen Grenzziehung zwischen Sachsen und Preußen nach dem Wiener Kongress 1815. | 09305432 |
|                | Wohnhaus mit Vorlaube | Am Viebig 7 (Karte)                                           | 1817                                                                                                   | Baugeschichtlich von Bedeutung | 08960643 |
| Weitere Bilder | Rittergut Glossen (Sachgesamtheit) | Kurheimring 1, 1a, 2, 3, 5, 6, 24, 25, 26, 27, 28, 29 (Karte) | 1688 (Herrenhaus); 18. und 19. Jahrhundert (Wohn- und Wirtschaftsgebäude); 18. Jahrhundert (Wäscherei) | Sachgesamtheit Rittergut Glossen mit folgenden Einzeldenkmalen: Herrenhaus (Nr. 26), davon nordwestlich Wäscherei (Neben Nr. 27), sämtliche Wirtschaftsgebäude und Wohngebäude mit Anbauten (Nr. 1, 2, 24, 25, 28, 29) sowie Einfriedungsmauer mit Torpfeilern (siehe Einzeldenkmale 08960601), der Gutspark (Gartendenkmal) und die südlichen Wirtschaftsgebäude (Nr. 3, 5 und 6) mit dem Wirtschaftshof als Sachgesamtheitsteile; das neue Klinikgebäude westlich des Schlosses ist ein Neubau, baugeschichtlich, landschaftsgestaltend und ortsgeschichtlich von Bedeutung [Störelemente: auf dem Geländes des Rittergutes befinden sich auf den Flurstücken 195a, 195/10 und 195r spätere Gebäude (Lagerhalle und Wohnhäuser Kurheimring 7 und 8)] | 09303312 |
| Weitere Bilder | Herrenhaus (Nr. 26), davon nordwestlich Wäscherei, sämtliche Wirtschaftsgebäude und Wohngebäude mit Anbauten (Nr. 1, 2, 24, 25, 28, 29) sowie Einfriedungsmauer mit Torpfeilern (Einzeldenkmale zu ID-Nr. 09303312) | Kurheimring 1, 1a, 2, 24, 25, 26, 27, 28, 29 (Karte)          | 1688 (Herrenhaus); 18. und 19. Jahrhundert (Wohn- und Wirtschaftsgebäude); 18. Jahrhundert (Wäscherei) | Einzeldenkmale der Sachgesamtheit Rittergut Glossen; Herrenhaus 1912 bis 1914 neubarock umgebaut, baugeschichtlich und ortsgeschichtlich von Bedeutung | 08960601 |
|                | Bismarckdenkmal, später auch Kriegerdenkmal für die Gefallenen des Ersten Weltkrieges, mit Einfriedung | Oppelner Straße (Ecke Kurheimring) (Karte)                    | 1900                                                                                                   | Aus Bruchstein gemauerte Stele, schmiedeeiserner Zaun über Bruchsteinsockel, geschichtlich von Bedeutung. Inschrift: Wir Deutschen fürchten Gott, sonst nichts auf der Welt. | 08960602 |
| Weitere Bilder | Wohnmühlenhaus und Wehr | Oppelner Straße 6 (Karte)                                     | Um 1800                                                                                                | Haus mit mächtigem Mansarddach, baugeschichtlich und ortsgeschichtlich von Bedeutung | 08960603 |

## Tabellenlegende
- Bild: Bild des Kulturdenkmals, ggf. zusätzlich mit einem Link zu weiteren Fotos des Kulturdenkmals im Medienarchiv Wikimedia Commons. Wenn man auf das Kamerasymbol klickt, können Fotos zu Kulturdenkmalen aus dieser Liste hochgeladen werden:
- Bezeichnung: Denkmalgeschützte Objekte und ggf. Bauwerksname des Kulturdenkmals
- Lage: Straßenname und Hausnummer oder Flurstücknummer des Kulturdenkmals. Die Grundsortierung der Liste erfolgt nach dieser Adresse. Der Link (Karte) führt zu verschiedenen Kartendiensten mit der Position des Kulturdenkmals. Fehlt dieser Link, wurden die Koordinaten noch nicht eingetragen. Sind diese bekannt, können sie über ein Tool mit einer Kartenansicht einfach nachgetragen werden. In dieser Kartenansicht sind Kulturdenkmale ohne Koordinaten mit einem roten bzw. orangen Marker dargestellt und können durch Verschieben auf die richtige Position in der Karte mit Koordinaten versehen werden. Kulturdenkmale ohne Bild sind an einem blauen bzw. roten Marker erkennbar.
- Datierung: Baubeginn, Fertigstellung, Datum der Erstnennung oder grobe zeitliche Einordnung entsprechend des Eintrags in der sächsischen Denkmaldatenbank
- Beschreibung: Kurzcharakteristik des Kulturdenkmals entsprechend des Eintrags in der sächsischen Denkmaldatenbank, ggf. ergänzt durch die dort nur selten veröffentlichten Erfassungstexte oder zusätzliche Informationen
- ID: Vom Landesamt für Denkmalpflege Sachsen vergebene, das Kulturdenkmal eindeutig identifizierende Objekt-Nummer. Der Link führt zum PDF-Denkmaldokument des Landesamtes für Denkmalpflege Sachsen. Bei ehemaligen Kulturdenkmalen können die Objektnummern unbekannt sein und deshalb fehlen bzw. die Links von aus der Datenbank entfernten Objektnummern ins Leere führen. Ein ggf. vorhandenes Icon  führt zu den Angaben des Kulturdenkmals bei Wikidata.